# Секс-туризм
Секс-туризм — подорож з метою задоволення сексуальних потреб.
Секс-туризм – туристичні поїздки з метою встановлення комерційних сексуальних стосунків із місцевими жителями країни візиту.
Всесвітня туристична організація, установа ООН, визначає секс-туризм як «подорожі, організовані всередині туристського сектора чи поза ним, але з використанням його структур та мереж, основною метою яких є здійснення комерційних сексуальних відносин між туристом та жителями у місці призначення».
Явище секс-туризму створює різноманітні соціальні проблеми. Наприклад, окремі країни чи міста набувають репутації популярного місця призначення для секс-туризму. Серед причин секс-туризму можна виділити: нижчі ціни в країні призначення, простіший доступ до послуг повій (наприклад, у деяких країнах легалізована проституція), міжрасовий секс, доступ до екзотичних форм сексуальної активності, доступ до дитячої проституції.

## Загальна інформація
Зазвичай на людей, які подорожують з метою отримання секс-послуг від повнолітніх повій, поширюється законодавство про проституцію країни, що приймає. У випадках, коли сексуальна активність пов'язана з дитячою проституцією, примусом до проституції або торгівлею людьми з метою сексуальної експлуатації, вона є незаконною і можуть застосовуватися закони як приймаючої країни, так і країни, громадянином якої є подорожуючий.
Секс-туризм може бути внутрішньою (подорожі в рамках однієї країни) або міжнародною (подорожі з перетином державних кордонів).
Секс-туризм є великою індустрією з обсягами в мільярди доларів, до якого безпосередньо залучено, за деякими оцінками, понад мільйон людей. Безпосередньо в промисловості зайняті як чоловіки, так і жінки. Непряму участь беруть сервісні промисловості: авіакомпанії, таксі, ресторани, готелі. Найчастіше секс-туризм пов'язаний із жіночою проституцією. Часто працівники секс-індустрії страждають від бідності, маргіналізації, насильства, хвороб, і навіть сексуальних зловживань і наркоманії.
Більшість секс-туристів – чоловіки. Серед їх країн: Камбоджа, Бразилія, Коста-Ріка, Домініканська Республіка] Нідерланди (зокрема, Амстердам), Кенія[, Філіппіни, Колумбія, Таїланд, Куба, Індонезія (зокрема, Балі).
Менш поширений секс-туризм серед мандрівників-жінок. З цією метою вони найчастіше відвідують: Бразилію, Південну Європу (Португалія, Греція, Хорватія, Іспанія), Туреччину, Карибські острови (Ямайка, Барбадос, Домініканська Республіка), деякі країни Африки (Туніс, Гамбія, Кенія). Рідше бувають такі країни, як Сальвадор, Мексика, Перу, Фіджі.
У деяких регіонах світу цей напрямок туристичної індустрії в останнє десятиліття став провідним. Виділяють:
- жіночий секс-туризм;
- чоловічий секс-туризм.

## Жіночий секс-туризм

### Історія
За радянських часів для жителів СРСР Меккою секс-туризму були Крим і Сочі, в наш час[коли?] сучасні сексуальні подорожі стали значно різноманітнішими. Сьогодні секс-послуги різної якості та ціни можна отримати на будь-якому світовому курорті.

### Кариби
Жіночий секс-туризм популярний на островах Карибського моря. Цей вид відпочинку є долею, як правило, самотніх або нещасливих у сімейному житті жінок, які переступили «бальзаківський вік».
На Барбадосі цей феномен жіночого секс-туризму називають «синдромом канадської секретарки»: «секретарка» — загальний термін для позначення представниць нижчих прошарків середнього класу розвинених країн, що складають основні потоки секс-туристок; «канадської» — через те що саме канадкам приписують честь відкриття на Карибах цього виду туризму. Для обслуговування цих тисяч нудьгуючих дам з Європи, США та Канади у місцевих жителів є спеціальна професія — жиголо.
Як вважає професор соціології Йоркського університету в Торонто Камала Кемпаду (англ. Kamala Kempadoo), який давно займається цією проблемою, жіночий секс-туризм на Карибах ще не досяг свого піку і в найближчі роки буде лише зростати разом зі зростанням кількості самотніх і розлучених жінок в розвинених індустріальних країнах. Цій тенденції, вважає соціолог, не зможе перешкодити навіть той факт, що Кариби посідають друге після Африки місце за рівнем поширення ВІЛ-інфекції.

### Ямайка
Рівень життя в цій екзотичній країні надзвичайно низький, адже понад 20 % населення живе за межею бідності. Туризм — основна стаття доходу, як для всієї країни, так і для окремих її громадян. Тому «переслідувати» туристок починають з самого аеропорту. В очікуванні багатих і сексуально «голодних» європейських дам там постійно чергують охочі продати свою чоловічу гідність доларів десь так за $70–80.

### Гамбія, Кенія, Марокко, Туніс
У цих країнах чоловічу проституцію вважають незазорним заняттям. Для виправдання власної продажності там придумали навіть міф про затвердження таким чином переваги над європейцями. У будь-якій з цих країн за $100 жінки можуть отримати у тимчасове користування приголомшливого чорношкірого красеня з освітою і знанням європейських мов. А дехто буде радий уже від того, що потрапить до якоїсь пані із числа секс-туристок на утримання.

### Італія
Для італійців найголовніше — нести прапор національного темпераменту. Зовнішні дані жінок для них ніякого значення не мають. На відмову ображаються. Загалом ціна на італійського жиголо коливається від $500 до 1000. Самі ж італійки за секс-послугами відправляються до Кенії або Тунісу.

### Таїланд
Чомусь він вважається прийнятним місцем і для жіночого секс-туризму. Тайські чоловіки навіть у 30 років схожі на 16-річних підлітків.

### Болгарія
Зовсім недавно ця країна колишнього соцтабору стала освоювати ази світової секс-індустрії. Має популярність завдяки надзвичайній дешевизні. Болгарин за свої послуги запросить чисто символічну ціну в 25-50 $.

### Туреччина
Ця мусульманська країна з європейським нальотом користується найбільшим попитом серед секс-туристок з Росії.
Вільних жінок в країні немає, зате чоловіків — скільки завгодно. Саме достаток чоловіків і робить турецькі курорти такими привабливими для жінок. Туркеням заборонено вступати в зв'язок з чоловіком до весілля, а весілля можливе, лише коли жених накопичить достатньо грошей. Ті, кому не вдається швидко розбагатіти, живуть без сексу по декілька років. Туристки для них — просто порятунок. І не важливо, як виглядає жінка — попитом там завжди користуються всі. Турецькі чоловіки гарячі і наполегливі — вони оточують жінок підвищеною турботою, роздають компліменти. Встояти жінкам важко, а відв'язатися ще важче.

### Єгипет
Популярний з тієї ж причини, що і Туреччина. Потужних атак чоловіків жінки зазнають одразу після виходу із літака. Єгиптяни беруть змором, відкрутитися можливо, тільки якщо пригрозити поліцією. Країна живе за рахунок туризму, тому кривдити жінок не дозволять. Єгиптяни надзвичайно уважні і послужливі. І карколомний секс забезпечать, і каву в ліжко принесуть. І єгиптяни, і турки обслуговують європейських дам на платній основі, але для українок роблять виняток. Запропоновані подарунки (парфуми, одяг) беруть прихильно, але й без подарунків на все згодні.

## Чоловічий секс-туризм
Основними центрами чоловічого секс-туризму є Таїланд, який став своєрідною Меккою для чоловіків зі всього світу, Куба, Філіппіни. У західних туристів, переважно американців, також популярна Бразилія.

### Австралія
В курортному містечку Surfer's Paradise з 18 листопада по 16 грудня проходить так званий «шкільний тиждень» на який з'їжджаються старшокласниці з усієї країни, які прагнуть відриву від батьків і нових відчуттів. Крім того — На Логан Рівер Роуд у Бінлі повно «голих» автомийок: в «Вуді Wash» за $9 машину помиють дівчата в бікіні або мокрих майках, а якщо додасте ще 4 долари, то вони зовсім роздягнуться. А в Сіднеї є район Kings Cross — місце дислокації андеграундних діячів мистецтва, стрип-барів і повій.

### Бразилія
Тут можна знайти дівчину на будь-який смак і колір: від до чорноти засмаглих блакитнооких блондинок — до від природи темношкірих афроамериканок.
Проституція офіційно заборонена, але купити дівчину можна скрізь. Секс-туристам рекомендують відвідати клуб «Допомога» (3432, Авеніда Атлантика). Так само існують терми — лазні, де вас «помиють» за 100 реалів. Крім повій, в Ріо-де-Жанейро повно красунь, які скрасять дозвілля туристів зовсім безкоштовно. Під час Карнавального тижня (24-27 лютого) і на Новий Рік залишитися без дівчини майже неможливо.

### Нідерланди

#### Роттердам
Це більш дорогий, але не менш популярний секс-курорт. Столиця нідерландської проституції — Роттердам: на вулиці Keileweg за 100—150 євро можна отримати будь-який секс; негритянки і латиноамериканки коштують дешевше.

#### Амстердам
Інше популярне місто — Амстердам. Секс-туристи прямують в Red Light District — район Червоних ліхтарів поруч із Центральним вокзалом. В Амстердамі знаходиться й унікальний театр сексу «Casa Rosso». Театр користується величезним успіхом, бо видовище більш ніж повчальне: тут демонструють мистецтво всі найкращі представники порноіндустрії — їм є що показати.

### Таїланд
Індустрія, пов'язана з наданням всякого роду інтимних послуг, на Таїланді розквітає. Найзнаменитіший в цьому сенсі курорт — Паттая, який, по суті, являє собою один великий дешевий бордель. Пропозиції проводити розгубленого туриста до найближчого злачного місця можна почути від самих несподіваних людей — від шофера таксі і бармена до продавця в магазині і службовця банку. Вік більшості працівниць комерційного сексу — 12-16 років.
За різними оцінками частка секс-туристів в загальному іноземному турпотоці до Таїланду коливається від 50 % до 80 %. Експерти також вважають, що не менше, ніж 50 % секс-турпотоку складають туристи з Росії.

### Мексика
У Мексиці на острові Косумель два рази на рік (з 27 по 31 травня і з 22 по 26 жовтня) проводиться порно-олімпіада, на яку збирається самий колір цього жанру кіноіндустрії. Купуючи путівку на «заборонений острів», турист автоматично стає повноправним учасником зйомок. Задоволення недешеве: перебування на острові обійдеться в 2000 — 2500 доларів.

### Куба
За останні роки Куба набула великої популярності серед любителів секс-туризму. Всі розваги відразу можна знайти на курорті Варадеро, який знаходиться за 120 км від Гавани. Там немає кварталу червоних ліхтарів, як в Амстердамі, чи паризьких будинків розпусти, але знайти дівчину на ніч нескладно: практично всі дами, яких можна побачити на вулиці з настанням темряви — продаються. Вони можуть бути з хлопцем, мамою, бабусею — але це абсолютно не важливо. Дівчину досить покликати й поцікавитися «сінгар посібле»? («Чи можна з Вами розважитися?») — у більшості випадків відповідь буде позитивною.
На Кубі секс-туристу можна втілити в життя всі свої фантазії: тут можна спробувати любов з негритянкою, з мулаткою, але жінки, заради яких радять їхати так далеко — це креолки. Гримуча суміш іспанської та латиноамериканської крові подарувала їм вражаючу красу й божевільну пристрасть. Поводитися з місцевими дівчатами потрібно не як з товаром, а саме як з вподобаної жінкою, етап залицяння — обов'язковий. Рекомендується максимально широко посміхатися і говорити компліменти. Туристам радять говорити їй, що вона «мучача Лінда» («гарна дівчина»), зводити її в ресторан, подарувати які-небудь цяцьки (особливо котируються туалетна вода та мило), а вже потім вести до себе в готель — з чорного ходу, заплативши попередньо охоронцеві близько 10 доларів. Куба — країна бідна, для місцевих жителів, наприклад, 100 доларів — гроші величезні, і тому ніч любові обійдеться вам максимум в 30 доларів.
Туристам варто вивчити слово «партекуляр» тобто «приватний» — за $20 можна легко зняти кімнату на ніч у місцевого населення. Частенько партекуляр додається до дівчини. Креолка з нічлігом, як правило, обходиться в $40–50. Туристу заздалегідь потрібно приготуватися до зустрічі з її батьками, але вони будуть дуже раді і нічим не потурбують.

### Країни Скандинавії
Серед скандинавських повій місцеві уродженки — рідкість. У Гельсінкі, наприклад, цю професію представляють в основному росіянки. Фінляндія взагалі не найвдаліша країна для секс-туризму. Навіть у столиці нічне життя нудне: кілька нічних клубів, вхід в які дозволено з 18 років або навіть з 25. Відсутні публічні будинки та райони «червоних ліхтарів», хоча проституція дозволена законом — дівчат треба шукати в масажних кабінетах і релакс-центрах. У цілому, крім естонок і громадянок Росії, секс-вправи можуть склеїтися з тайками і в'єтнамками, вартість яких від 100 до 200 євро. На вулиці повій немає — це заборонено законом.

### Німеччина

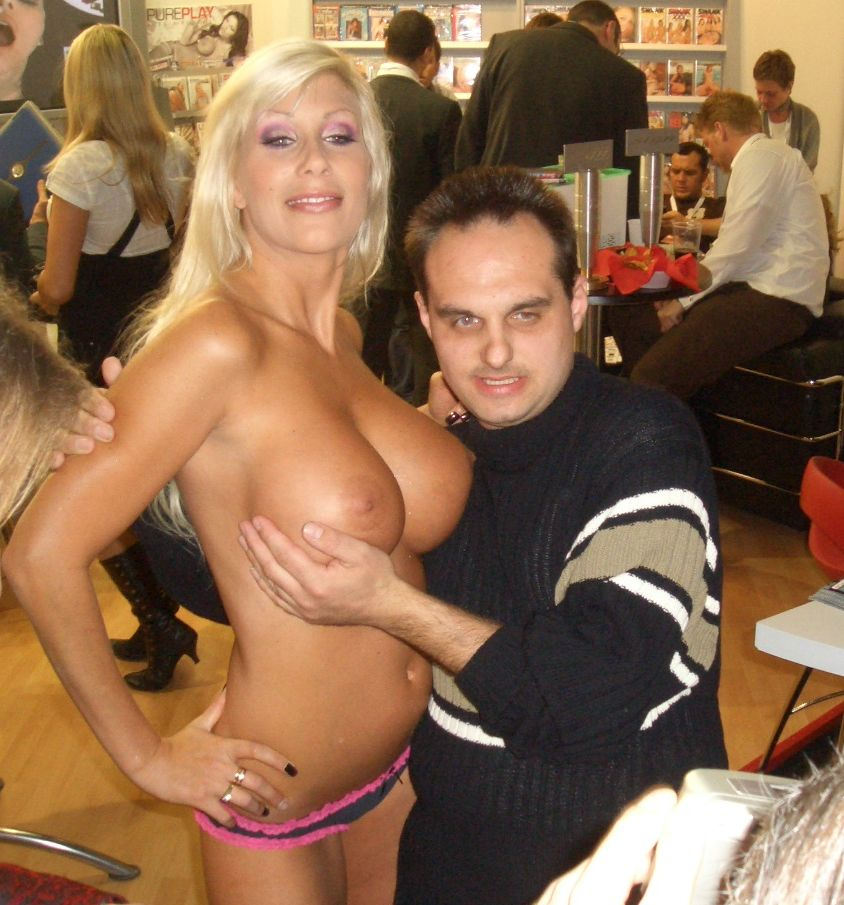
Порнозірка з туристом на 11-му фестивалі Венери в Берліні

Проституція в країні абсолютно легальна: нотатки та оголошення для потенційних клієнтів публікуються звичайно в журналах; в середніх і дрібних містах інформацію такого плану можна знайти в місцевих газетах і на жовтих сторінках телефонних книг.
Вуличних повій, поряд з секс-шопами і нічними клубами, можна відшукати недалеко від головних залізничних вокзалів. Багато німецьких міст можуть похвалитися борделями, де дівчата виставляють себе у вітринах — тут якість сервісу набагато краща в порівнянні з вулицею, що, природно, ціною відбивається на гаманці. Познайомитися в барі з порядною німкенею абсолютно нереально.

### Країни Балтії
Фінські підприємства регулярно організовують секс-тури до Естонії для підприємств, де переважає чоловічий персонал. Крім Естонії, тури організуються також в інші країни Балтії та Росію.

### Росія
Іноземцям секс-туристам російські туристичні агенції пропонують безкоштовний секс з російськими дівчатами. Дівчатам — «нареченим», які бажають познайомитись з іноземцем, підносять це наступним чином: потенційний жених повинен познайомитися з дівчиною ближче, але часу розводити тяганину з залицяннями і квітами у нього немає. Тому відносини починаються відразу з сексу, а вже потім, якщо чоловік виявиться задоволений, можна буде продовжити знайомство. І з тих, і з інших агенція, самою собою, бере оплату, причому чималу.
Дівчата і не підозрюють, що ніякого продовження не буде, і що іноземці приїхали до Росії по так званому сексуальному туру («Romantic Tour to Russia»). А відбувається це все так. У якому-небудь московському готельному комплексі заповзятлива агенція орендує кімнати і влаштовує знайомства іноземців з російськими дівчатами. Виглядає все досить респектабельно: у перший день — бенкет, потім — спільна прогулянка по столиці, третій день — на власний розсуд. Вечорами всі три дні «наречені» старанно задовольняють зарубіжних гостей у ліжку.
Дівчата впевнені, що їхні кавалери — успішні неодружені бізнесмени. Насправді в російські сексуальні тури вихідного дня їздять розведені чоловіки не першої свіжості, які не бажають мати дітей. Зазвичай — слюсарі, працівники автозаправних станцій, електрики, словом, нижчий обслуговчий персонал. Після повернення на батьківщину вони будуть показувати своїм друзям фотографії російських красунь і розповідати, що вони з ними витворяли.
А виробляти із собою «наречені» справді дозволяють все, що завгодно. Так пристрасно не займалися сексом з іноземцем навіть путани. Дівчата впевнені, що, чим краще вони задовольнять заморського нареченого, тим більше шансів, що він відвезе її з собою закордон.

### Угорщина
Країна, де знімається величезна кількість порнофільмів, не може не привертати секс-туристів. Актриси, як правило, не обмежують свою сексуальну активність знімальним майданчиком — достатньо заглянути на шпальти відповідних оголошень єдиної в країні англомовної газети «Budapest ВС» — там можна побачити багато дівчат із зовнішністю порнозірок.

### Чехія
Проституція давно є однією з найприбутковіших сфер тіньової економіки Чехії. О шостій вечора на Старомістській площі, Народної вулиці та інших відвідуваних туристами місцях з'являються представниці секс-послуг. Більшість повій іноземки: польки, румунки, словачки, циганки, албанки. Ціни від 50 до 100 євро за годину. Але туристам радять піти до борделю. Ці заклади чисті, акуратні, а серед дівчат практично одні чешки з гарними манерами й знанням англійської. Розцінки від 50 євро за півгодини до 200 євро за годину. Найпопулярніші в Празі клуби: Venuse, Lotos, Butterfly, Gentlemen's Club, Million Dollars, Kleopatra.

### Ямайка
На заході сонця з'являються нічні метелики. Зустрівши потенційного клієнта, вони без зайвих церемоній запитують: «Ти хочеш мене?» Позитивна відповідь обійдеться в $ 40-60.
Ямайка має величезну перевагу перед Кубою — вхід у готелі зовсім вільний. Готелі «Гедонізм-II» і «Гедонізм-III» («Гедонізму-I» не існує, передбачається, що він був у стародавніх греків) взагалі позиціюють себе як еротичні центри. Ті, хто старший збираються в другому; хто молодше — у третьому. Тиждень в апартаментах цих готелів обійдеться в пару тисяч доларів, зате всі постояльці ходять голі, навкруги панує вільна любов, у басейнах або на пляжах практично не припиняються оргії, приєднатися до якої може кожен охочий. Обслуга готелю носить панчохи на підв'язках, ультракороткі спіднички, шкіряні ліфчики, прозорі блузки — будь-яка покоївка буде рада вам слугувати.

### Японія

#### Токіо
У Токіо популярністю в секс-туристів користуються бари із системи «Рожевий салон» — при покупці за $60–100 кожного напою відвідувач отримує на додачу безкоштовний оральний секс — кілька японських красунь будуть займатися вами півгодини. Втім, якщо клієнт відмовиться від інтимних послуг, вартості напою це не змінить.
Також можна піти в заклад «Ніпон Кісса» — офіціантки тут не надягають трусики, а дзеркальні підлоги невпинно полірують.
Особлива екзотика — токійські ресторани, де як стіл і тарілки використовуються оголені дівчата — ніотаморі. Всі меблі — незаймані: японці принципово їдять лише з безневинних.
Класичні гейші в Японії як і раніше дуже поширені і коштують фантастично дорого.

## Правила поведінки секс-туриста
- Секс-турист повинен за будь-яких обставин користуватися презервативом.
- Проказа, а також дрібні і важкі інфекційні захворювання найпоширеніші в екзотичних країнах. Перед початком тісних відносин зверніть увагу на шкіру партнера — чи немає там виразок, рубців.
- Якщо ви щось «підхопили» — не варто складати для сім'ї несамовитих історій про «побутовий сифіліс», все одно не повірять.

## Документальні фільми
Канадські кіновиробники висвітлювали тематику секс-туризму:
- Falang: Behind Bangkok's Smile by Jordon Clark (2005) (this title на сайті IMDb (англ.) ), знятий в Таїланді
- CBC series the Lens episode «Selling Sex in Heaven» (2005) (this title на сайті IMDb (англ.) ), знятий на Філіппінах.
- Channel 4 Cutting Edge episode «The Child Sex Trade» (2003),  знятий в Румунії і  [Архівовано 21 листопада 2010 у Wayback Machine.] в Італії.